# Divizia A 1974-1975
La Divizia A 1974-1975 è stata la 54ª edizione della massima serie del campionato di calcio rumeno, disputato tra il 10 agosto 1974 e il 29 giugno 1975 e concluso con la vittoria finale della Dinamo București, al suo ottavo titolo.
Capocannoniere del torneo fu Dudu Georgescu (Dinamo București), con 33 reti.

## Formula
Le squadre partecipanti furono 18 e disputarono un turno di andata e ritorno per un totale di trentaquattro partite.
Le ultime tre classificate retrocedettero in Divizia B.
Le qualificate alle coppe europee furono quattro: la vincente alla coppa dei Campioni 1975-1976, seconda e terza alla Coppa UEFA 1975-1976 e la vincente della coppa di Romania alla coppa delle Coppe 1975-1976.

## Squadre partecipanti
| Club                  | Città          | Stadio | Posizione 1973-1974 |
| --------------------- | -------------- | ------ | ------------------- |
| Steaua Bucarest       | Bucarest       |        | 6°                  |
| ASA Târgu Mureș       | Târgu Mureș    |        | 12°                 |
| FC Constanța          | Costanza       |        | 4°                  |
| Olimpia Satu Mare     | Satu Mare      |        | Divizia B           |
| Dinamo Bucarest       | Bucarest       |        | 2°                  |
| Sportul Studențesc    | Bucarest       |        | 11°                 |
| UTA Arad              | Arad           |        | 5°                  |
| Universitatea Craiova | Craiova        |        | Campione di Romania |
| FC Argeș Pitești      | Pitești        |        | 8°                  |
| Universitatea Cluj    | Cluj Napoca    |        | 10°                 |
| FCM Galați            | Galați         |        | Divizia B           |
| Jiul Petroșani        | Petroșani      |        | 15°                 |
| Chimia Râmnicu-Vâlcea | Râmnicu Vâlcea |        | Divizia B           |
| Steagul Roșu Brașov   | Brașov         |        | 3°                  |
| CSM Reșița            | Reșița         |        | 9°                  |
| CFR Cluj              | Cluj Napoca    |        | 14°                 |
| Politehnica Timișoara | Timișoara      |        | 7°                  |
| Politehnica Iași      | Iași           |        | 13°                 |

## Classifica finale
|    | Classifica            | G  | V  | N  | P  | GF | GS | Dif | Pt |
| -- | --------------------- | -- | -- | -- | -- | -- | -- | --- | -- |
| 1  | Dinamo București      | 34 | 19 | 5  | 10 | 63 | 37 | +26 | 43 |
| 2  | ASA Târgu Mureș       | 34 | 18 | 4  | 12 | 47 | 38 | +9  | 40 |
| 3  | Universitatea Craiova | 34 | 15 | 9  | 10 | 51 | 32 | +19 | 39 |
| 4  | Sportul Studenţesc    | 34 | 15 | 6  | 13 | 48 | 49 | -1  | 36 |
| 5  | Steaua București      | 34 | 15 | 5  | 14 | 59 | 45 | +14 | 35 |
| 6  | FCM Reșița            | 34 | 15 | 5  | 14 | 54 | 48 | +6  | 35 |
| 7  | FC Argeș Pitești      | 34 | 15 | 4  | 15 | 51 | 43 | +8  | 34 |
| 8  | UTA Arad              | 34 | 15 | 4  | 15 | 45 | 39 | +6  | 34 |
| 9  | Olimpia Satu Mare     | 34 | 13 | 7  | 14 | 38 | 44 | -6  | 33 |
| 10 | FC Constanța          | 34 | 13 | 7  | 14 | 39 | 45 | -6  | 33 |
| 11 | Politehnica Timișoara | 34 | 13 | 7  | 14 | 32 | 40 | -8  | 33 |
| 12 | U Cluj                | 34 | 12 | 9  | 13 | 29 | 38 | -9  | 33 |
| 13 | Politehnica Iași      | 34 | 15 | 3  | 16 | 45 | 56 | -11 | 33 |
| 14 | Jiul Petroșani        | 34 | 13 | 6  | 15 | 41 | 36 | +5  | 32 |
| 15 | CFR Cluj              | 34 | 11 | 10 | 13 | 26 | 34 | -8  | 32 |
| 16 | Steagul Roșu Brașov   | 34 | 12 | 7  | 15 | 39 | 30 | +   | 31 |
| 17 | Chimia Râmnicu-Vâlcea | 34 | 11 | 9  | 14 | 35 | 54 | -19 | 31 |
| 18 | FCM Galați            | 34 | 10 | 5  | 19 | 27 | 61 | -34 | 25 |

### Verdetti
- Dinamo București Campione di Romania 1974-75.
- Steagul Roșu Brașov, Chimia Râmnicu-Vâlcea e FCM Galați retrocesse in Divizia B.

### Qualificazioni alle Coppe europee
- Coppa dei Campioni 1975-1976: Dinamo București qualificato.
- Coppa UEFA 1975-1976: ASA Târgu Mureș e Universitatea Craiova qualificate.